# Marko Spittka
Marko Spittka, född den 22 april 1971 i Dresden,  Sachsen,  Östtyskland, är en tysk judoutövare.
Han tog OS-brons i herrarnas mellanvikt i samband med de olympiska judotävlingarna 1996 i Atlanta.